# Вайсвайлер, Адам
Адам Вайсвайлер (нем. Adam Weisweiler, 28 октября 1746, Коршенброх, Северный Рейн-Вестфалия — 15 июня 1820, Париж) — французский мастер-мебельщик немецкого происхождения. Работал вместе с Давидом Рёнтгеном в Нойвиде (земля Рейнланд-Пфальц), Германия. В 1777 году приехал вместе с Рёнтгеном в Париж и в следующем году получил звание мастера.
Вайсвайлер работал в стиле неоклассицизма, но не так успешно, как другие мастера-немцы, вынужденные по причинам цеховых трудностей эмигрировать и работать при французском королевском дворе: Жан-Франсуа Эбен, Жан-Анри Ризенер, Вильгельм Бенеман, Жан-Фердинанд Швердфегер и многие другие. Тем не менее, его продукция отличается утончённостью форм и элегантностью стиля. Мастер выполнял заказы короля Людовика XVI и Марии-Антуанетты, принца-регента (впоследствии английского короля Георга IV), придворной знати, меценатов и коллекционеров.
Даже при жизни Вайсвайлера его элегантная мебель в стилях Людовика XVI, консульства и ампира была востребованной среди коллекционеров и продавалась по самым высоким ценам. Вайсвайлер делал комоды, секретеры, столы, геридоны, консоли. Он использовал красное и чёрное дерево, позолоченную бронзу, технику маркетри, вставки расписного севрского фарфора и плакетки фирмы Веджвуд, интарсию из цветных камней (пьетра-дура), японские лаковые панно. Он покупал эти материалы у коллекционеров и торговцев, среди которых был его друг, знаменитый маршан Доминик Дагер. Дагер доставлял мебель Вайсвайлера различным аристократическим заказчикам, таким как Дом Карлтона или Георгу IV, принцу Уэльскому.
В отличие от других мастеров Вайсвайлеру удалось пережить революцию. В конце жизни он пользовался покровительством Наполеона Бонапарта, работал в стиле ампир, использовал бронзовые детали мастерской Пьера-Филиппа Томира. Его дело до 1844 года продолжал сын Жан Вайсвайлер.
В конце XVII — начале XVIII века в Кёльне был известен другой Вайсвайлер — ювелир, бронзовщик и златокузнец.

## Галерея

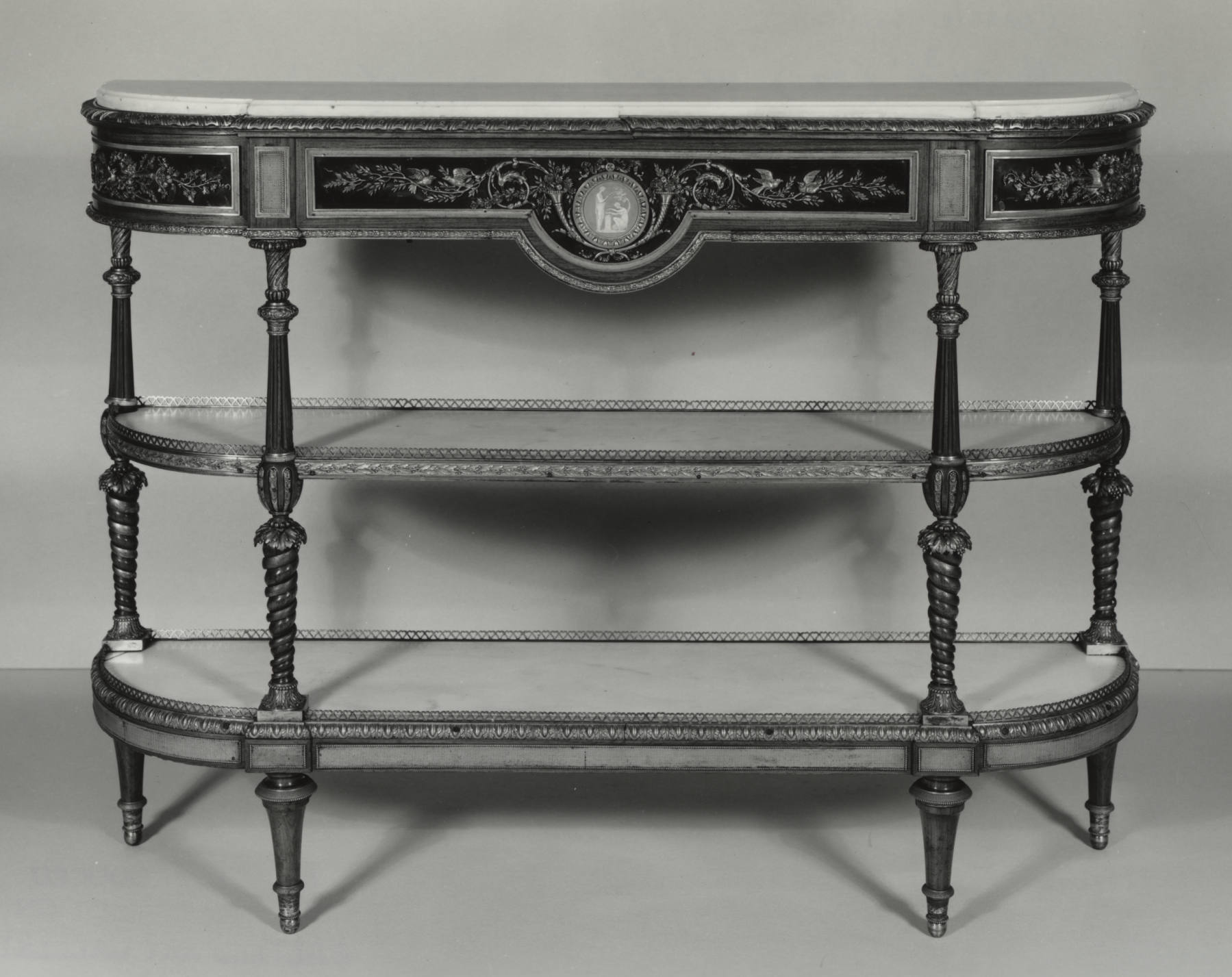
Столик-консоль с медальоном Дж. Веджвуда. 1780-е гг. Чёрное дерево, фаянс, мрамор. Художественный музей Уолтерса, Балтимор, США
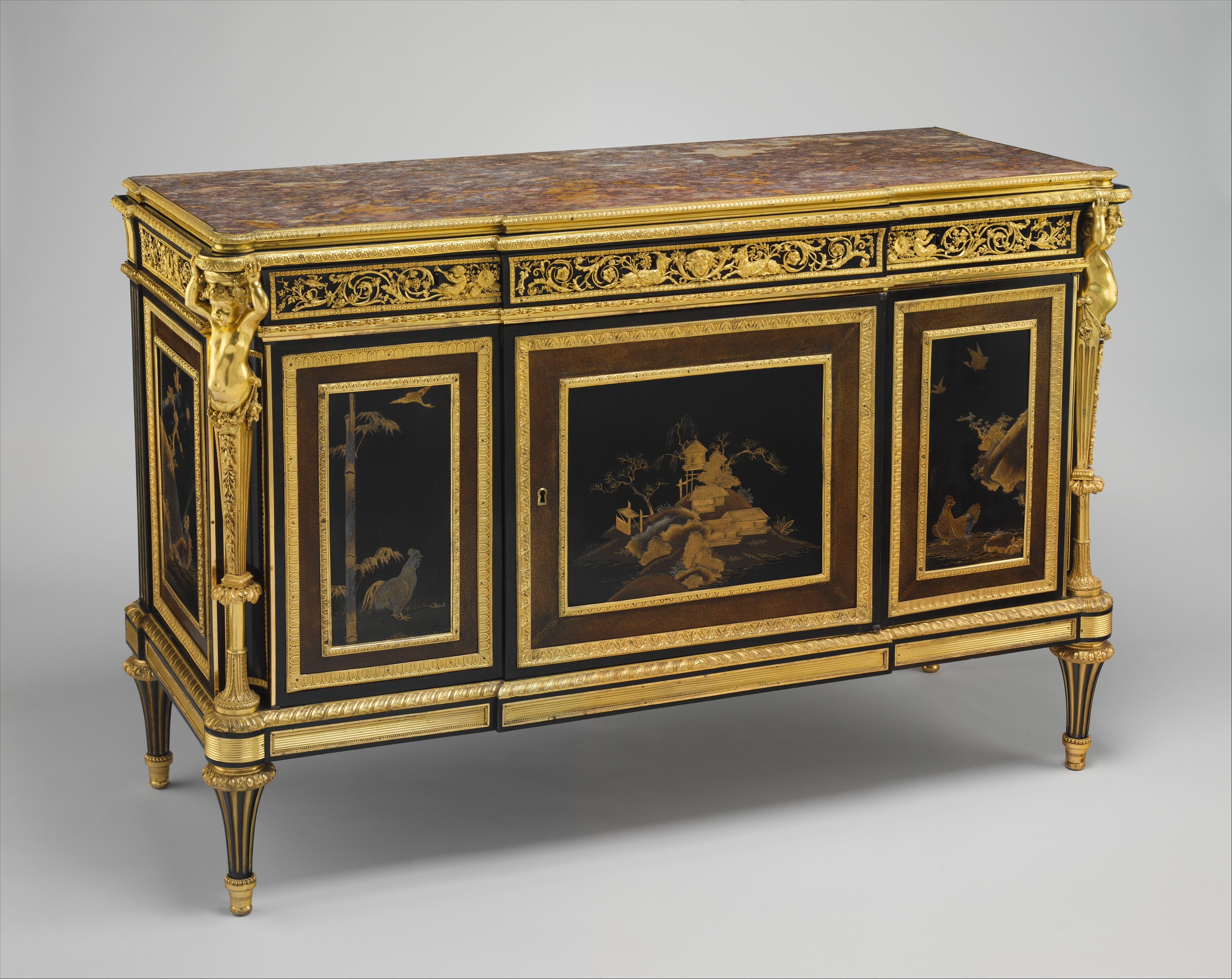
Дрессуар (посудный шкаф). Ок. 1790. Красное и чёрное дерево, китайские и японские лаковые панели, мрамор, бронза, золочение. Метрополитен-музей, Нью-Йорк